# Triumph Diana
De Triumph Diana was een 900cc-prototype voor een motorfiets die het Britse merk Triumph in 1983 bouwde.

## Voorgeschiedenis
Triumph had 46 jaar lang geteerd op het ontwerp van de Triumph Speed Twin van Edward Turner uit 1937. In de loop van de jaren was de cilinderinhoud wel gegroeid naar 650 cc (Tiger T110, TR6 Trophy en T120 Bonneville) en zelfs 750 cc (T140 Bonneville en TR7 Tiger), maar technisch boekte het merk nauwelijks vooruitgang. Al deze modellen hadden een luchtgekoelde paralleltwin met laaggeplaatste nokkenassen, stoterstangen en tuimelaars en twee kleppen per cilinder. Aan de constructeurs lag het niet: Bert Hopwood had al in 1943 plannen voor een 700cc-viercilinder, begin jaren zestig voor een 750cc-driecilinder en in de jaren zeventig plannen voor de invoering van een modulaire productiewijze om de kosten te drukken, maar hij werd steeds teruggefloten door Turner, die intussen directeur was geworden. In 1968, toen de geruchten over de viercilinder CB 750 rondzoemden, kreeg hij wel toestemming voor de productie van de driecilinder Trident 750, maar dit model werd geen succes. Triumph werd opgekocht door Dennis Poore, die Norton-Villiers-Triumph oprichtte, maar meteen dreigde de Triumph-fabriek in Meriden te sluiten. Dat was geen vreemde gedachte, want Poore had bij Villiers in Wolverhampton al een fabriek waar hij de motorblokken voor zijn Nortons bouwde. Het leidde echter tot een bezetting van de fabriek door de Triumph-werknemers, die 18 maanden duurde.

### Meriden Motorcycle Co-operative
Door bemiddeling en financiële steun van de regering Wilson kwam men tot een compromis: ongeveer 200 werknemers zouden de productie in Meriden als Meriden Motorcycle Co-operative voortzetten met Dennis Poore als opdrachtgever en afnemer en Brian Jones als hoofdconstructeur. De productie werd in 1975 weer opgestart maar de problemen werden niet kleiner. Geld voor de aanschaf van vervanging van de in 1942 gekochte machines was er niet, dus de Triumphs werden nog grotendeels met de hand geproduceerd. De Britse toeleveranciers (Lucas voor de elektronica, Smith voor de tellers en Amal voor de carburateurs) gingen niet met hun tijd mee en van lieverlee werden steeds meer producten uit het buitenland gekocht: richtingaanwijzers en carburateurs uit Duitsland, tanks, benzinekranen en schokdempers uit Italië en tellers uit Frankrijk. Door de koers van het Britse pond moest men echter steeds meer gaan besparen. Ondanks het weglaten van startmotoren, middenbokken en toerentellers werden Triumphs op het Europese vasteland schreeuwend duur, terwijl er bij presentaties op motorbeurzen nieuwe machines boven lekbakken stonden, een gevolg van verouderde gietmallen die niet vernieuwd konden worden.

## Triumph Diana
In 1983 verschenen er nog enkele prototypen voor het seizoen 1984, zoals de 600cc-Daytona 600 en TR60 Thunderbird 600 en de 750cc-TSS-AV en TSX-8. Die laatste had weliswaar vierklepskoppen die door Weslake waren ontwikkeld, maar de modellen borduurden toch nog steeds voor op het oude concept.
De 900cc-Triumph Diana, waarover maar weinig bekend is, was echter heel anders en veel moderner gebouwd.

### Motor
Hoewel nog steeds een paralleltwin, was de motor nu voorzien van dubbele bovenliggende nokkenassen, vier kleppen per cilinder en vloeistofkoeling. Elke uitlaatklep had zijn eigen uitlaatpoort en uitlaatbocht, waardoor het aan de voorkant een viercilinder leek. De vier bochten werden wel samengebracht in twee uitlaatdempers. De primaire transmissie was van links naar rechts verhuisd en rechts op de krukas zat ook het vliegwiel. De radiateur zat onder het balhoofd.

### Transmissie
Hoe de primaire transmissie werd aangedreven is niet bekend, maar op basis van foto's kan men veronderstellen dat het door een getande riem gebeurde. De machine had een voetgeschakelde vijfversnellingsbak en kettingaandrijving naar het achterwiel.

### Rijwielgedeelte
Het rijwielgedeelte was een open brugframe met het motorblok als dragend deel. Voor zat een telescoopvork en achter een swingarm met monovering. De machine had gietwielen met voor twee schijfremmen en achter een.

### Uiterlijk
De machine was zeer modern ontworpen, met veel kunststofdelen, zoals die in 1983 ook bij de Japanse motorfietsen gebruikt werden. Het begon bij de vierkante koplamp waar een bikini fairing omheen zat. Vanaf het balhoofd tot aan het achterlicht zat een kunststof bekleding, die onder de tank doorliep en uitmondde in een klein "kontje". Het duozadel was geen los zadel meer, maar geïntegreerd in het ontwerp. In de strak getrokken rechte streep van balhoofd naar de onderkant van de bekleding zag men iets van de hand van ontwerper Ian Dyson van Plastic Fantastic, die ook de TS8-1 had getekend. Als dat zo was, dan was zijn "Diana" beter gelukt.

### Hoe ver kwam de Diana?
Het is waarschijnlijk dat de motor van de Diana werkelijk lopend werd getest. Er was echter ook een test van de versnellingsbak nodig om toestemming voor productie te krijgen, en die kwam er niet. Er werd een prototype gebouwd, maar dat was voorzien van een houten dummy-motor. Dat was waarschijnlijk de reden dat de Triumph Diana tijdens de Earls Court Show van 1983 op het dak van de Triumph-stand werd gezet, zodat bezoekers de machine niet van dichtbij konden bekijken. Het is ook maar de vraag of de fabriek in Meriden de mogelijkheden had om de motor daadwerkelijk in serie te produceren. Daarvoor zouden grote investeringen nodig zijn geweest. Een optie was productie bij Weslake, dat ook al de 1.000cc-V-twin voor Hesketh maakte en dat mogelijk betrokken was bij de Diana-motor. Tot productie kon het ook niet meer komen, want in augustus 1983 ging Triumph in vrijwillige liquidatie. Het werd overgenomen door John Bloor, die kennelijk ook geen been zag in de Diana. Hij liet de productie van Triumph van 1985 tot 1988 over aan Les Harris. Daarna opende hij zijn eigen fabriek in Hinckley en begon Triumph Motorcycles Ltd..